# 엑조티카
엑조티카(Exotica)는 세계 제2차 대전 이후 1950년대에서 1960년대 중반까지 교외 미국인들에게서 유행했던 음악 장르이다. 마틴 데니의 1957년 발매된 동명의 앨범에서 이름이 유래했다.

## 같이 보기
- 월드 뮤직